# Никель Ренея

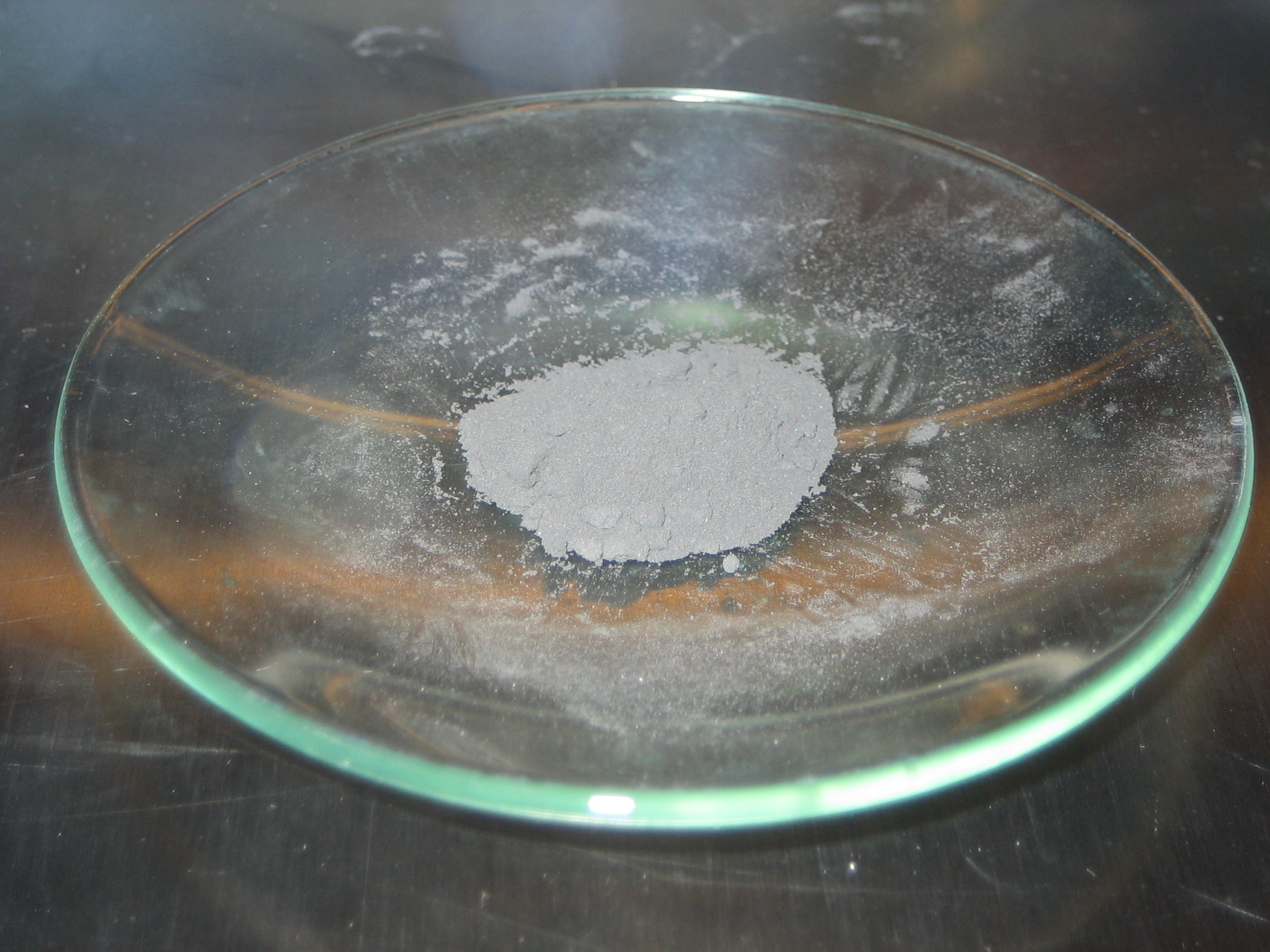
Никель Ренея

Ни́кель Рене́я (скеле́тный ни́кель) — твёрдый микрокристаллический пористый никелевый катализатор, используемый во многих химико-технологических процессах

## История
Способ приготовления данного вещества предложил американский инженер Мюррей Реней в 1925 году. 

## Физические свойства

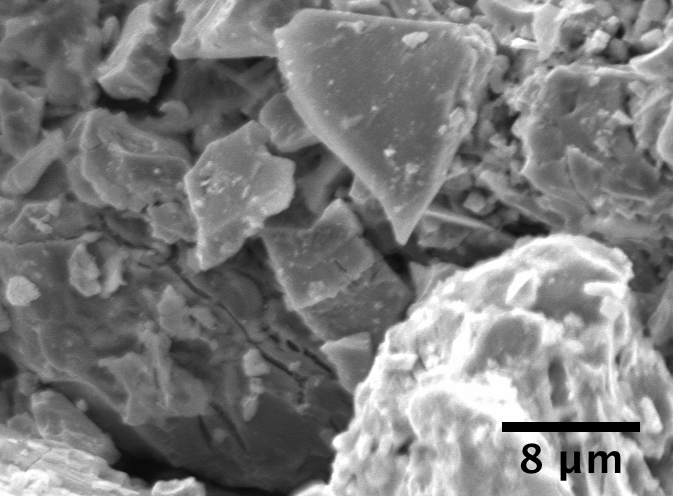
Никель Ренея под микроскопом. Внутри кристаллов видны небольшие трещины шириной примерно 1-100 нм, что приводит к увеличению площади поверхности.

Никель Ренея представляет собой серый высокодисперсный порошок (размер частиц обычно 400—800 нм), содержащий, помимо никеля, некоторое количество алюминия (до 15 масс.%), также он насыщен водородом (до 33 ат.%). Частицы порошка имеют большое количество пор, вследствие чего удельная поверхность составляет около 100 м2/г. Никель Ренея пирофорен, то есть самовоспламеняется на воздухе при комнатной температуре, поэтому его хранят под слоем воды, спирта либо бензина.

## Получение
Получают никель Ренея сплавлением никеля с алюминием при 1200 °C (20-50 % Ni). Иногда в сплав добавляются незначительные количества цинка или хрома, после чего размолотый сплав для удаления алюминия обрабатывают горячим раствором гидроксида натрия с концентрацией 10 — 35 %; остаток промывают водой в атмосфере водорода. Лежащий в основе приготовления никеля Ренея принцип используется и для получения каталитически активных форм других металлов — кобальта, меди, железа и т. д.

## Применение
Никель Ренея широко применяется как катализатор разнообразных процессов гидрирования или восстановления водородом органических соединений (например, гидрирования аренов, алкенов, растительных масел и т. п.). Ускоряет также и некоторые процессы окисления кислородом воздуха. Структурная и тепловая стабильность никеля Ренея позволяет использовать его в широком диапазоне условий проведения реакции; в лабораторной практике возможно его многократное использование. Никель Ренея каталитически значительно менее активен, чем металлы платиновой группы, но значительно дешевле последних.